# 圣特尔莫博物馆
圣特尔莫博物馆（巴斯克语：San Telmo Museoa；西班牙语：San Telmo Museum, or STM）是西班牙巴斯克自治区圣塞瓦斯蒂安的一个博物馆，旨在欧洲和全球范围内呈现古代和当代的巴斯克文化、艺术和历史。1932年，它搬到了现在的位置，旧城区的祖洛阿加广场（Zuloaga plaza）1号，位于乌尔古尔山山脚，占据了一座原道明会修道院，并辅以21世纪扩建的部分。
圣特尔莫不仅呈现为一座博物馆，同时也是传播知识和创造思想的地方；它是一种了解现在，并从与过去的相遇和我们的根源中建立未来的工具。2011年，对其设施进行了重大改造，增加了修道院的扩建部分，并按照作为巴斯克社会和公民博物馆的新概念，来重塑设施。 在博物馆论坛每年举办的2013年最佳欧洲博物馆竞赛中，该博物馆获得特别奖。

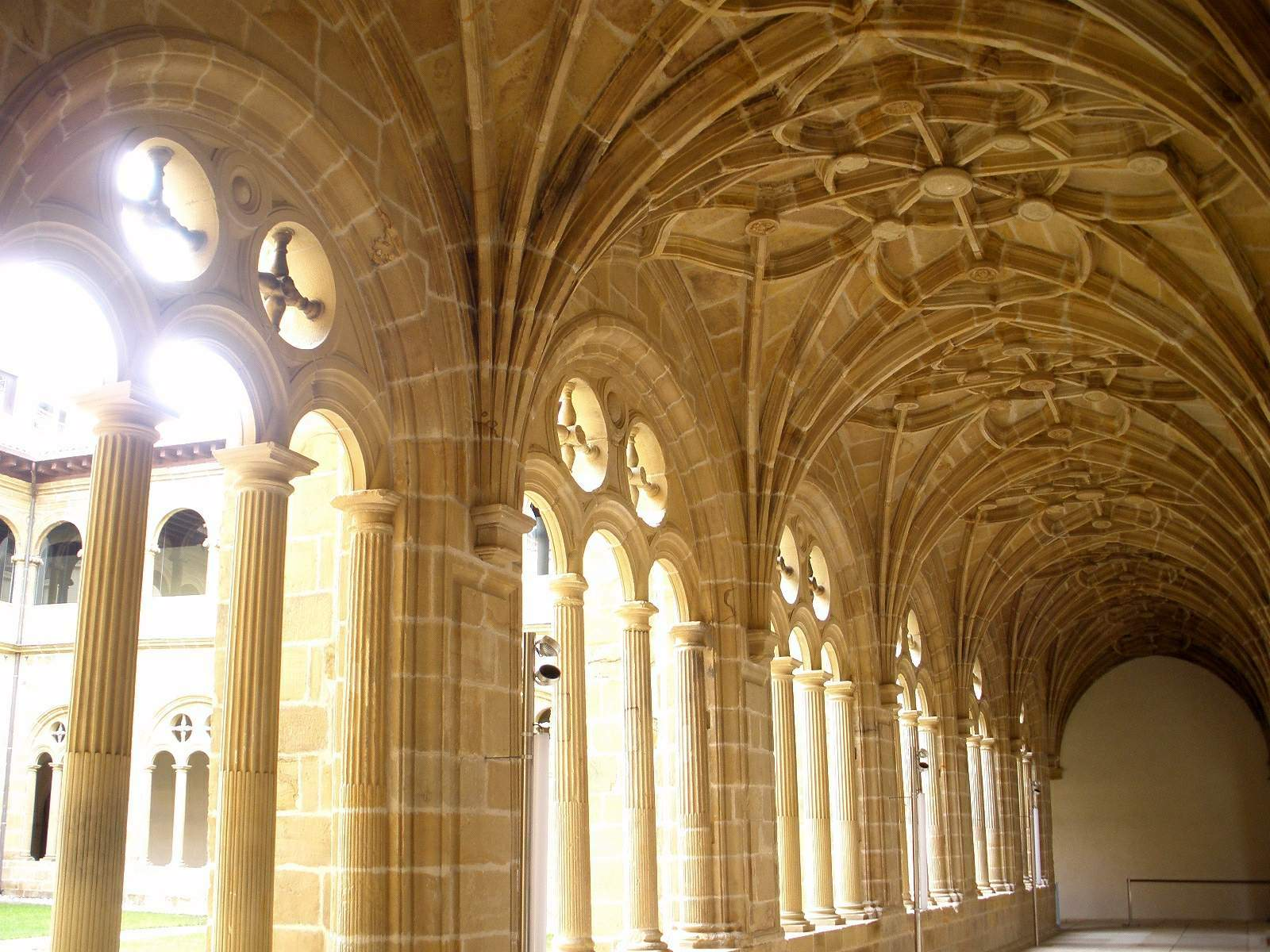
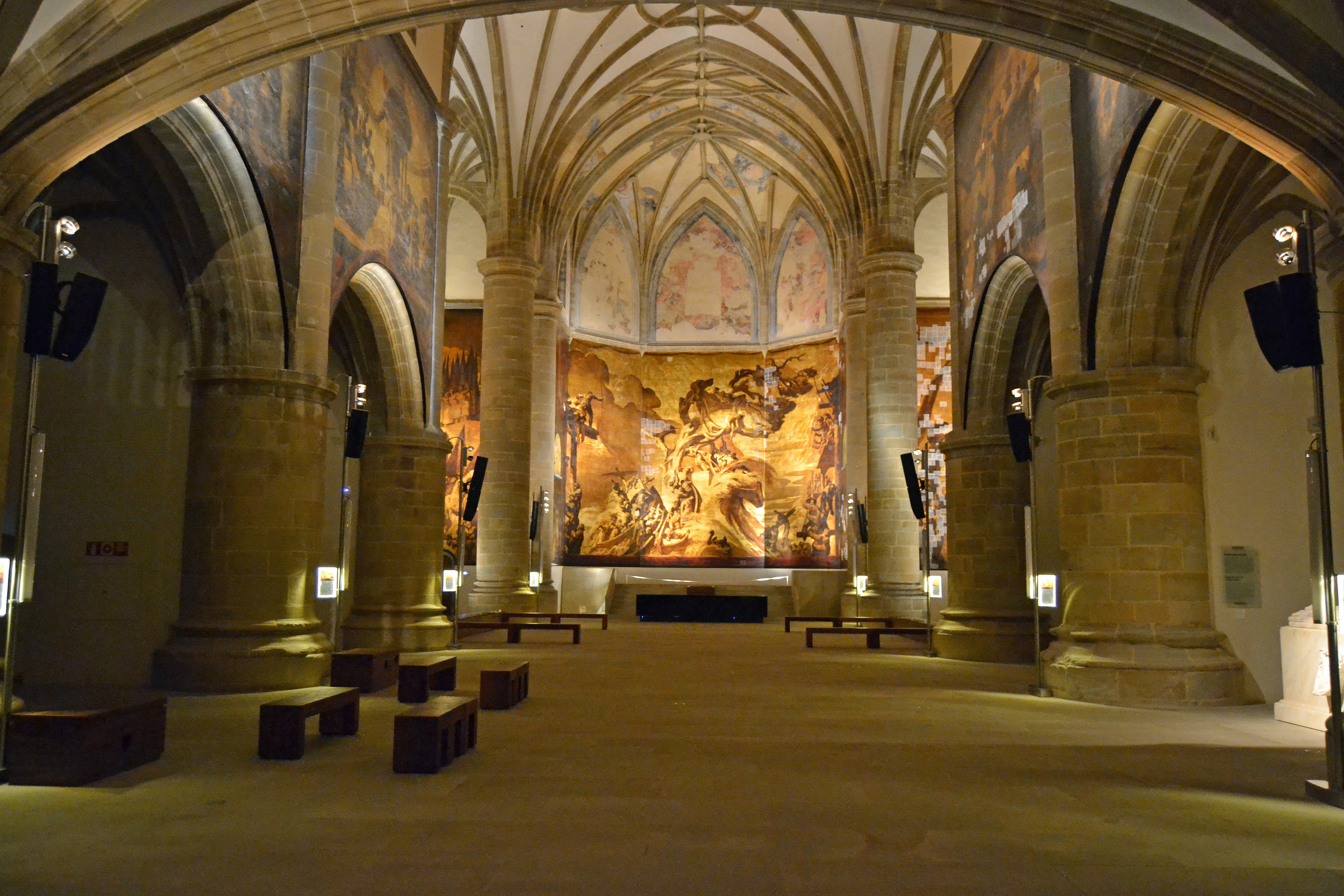
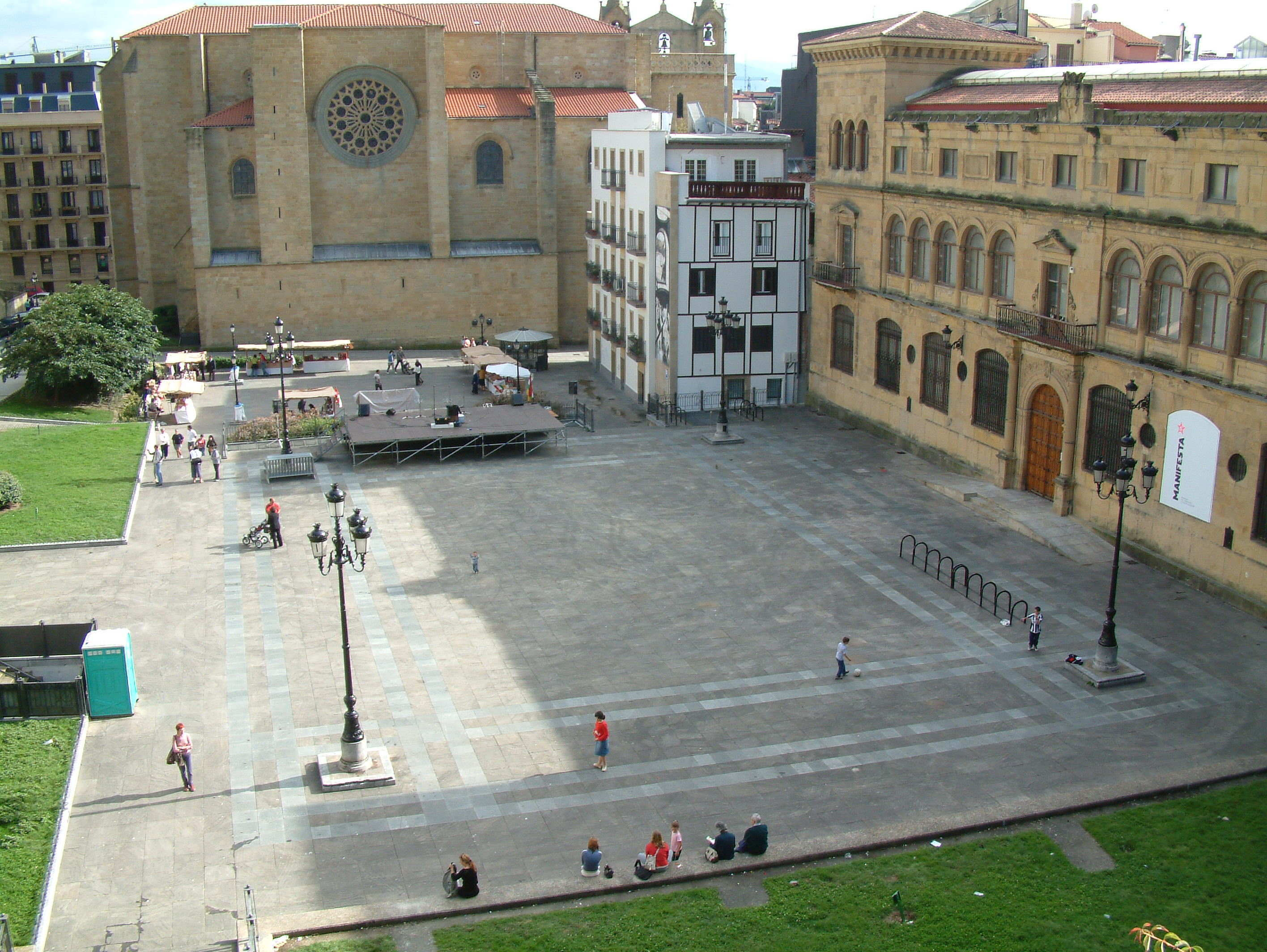
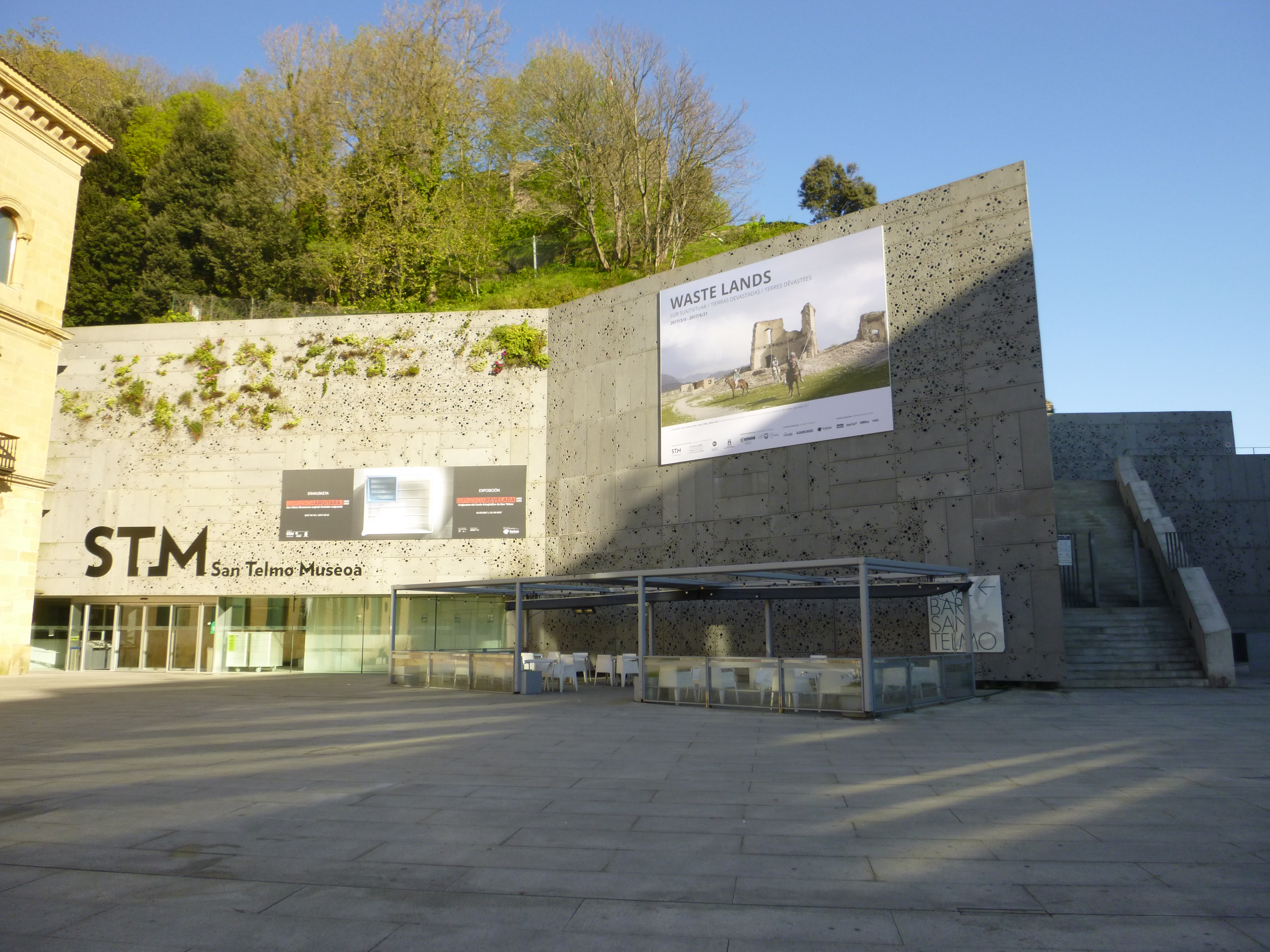
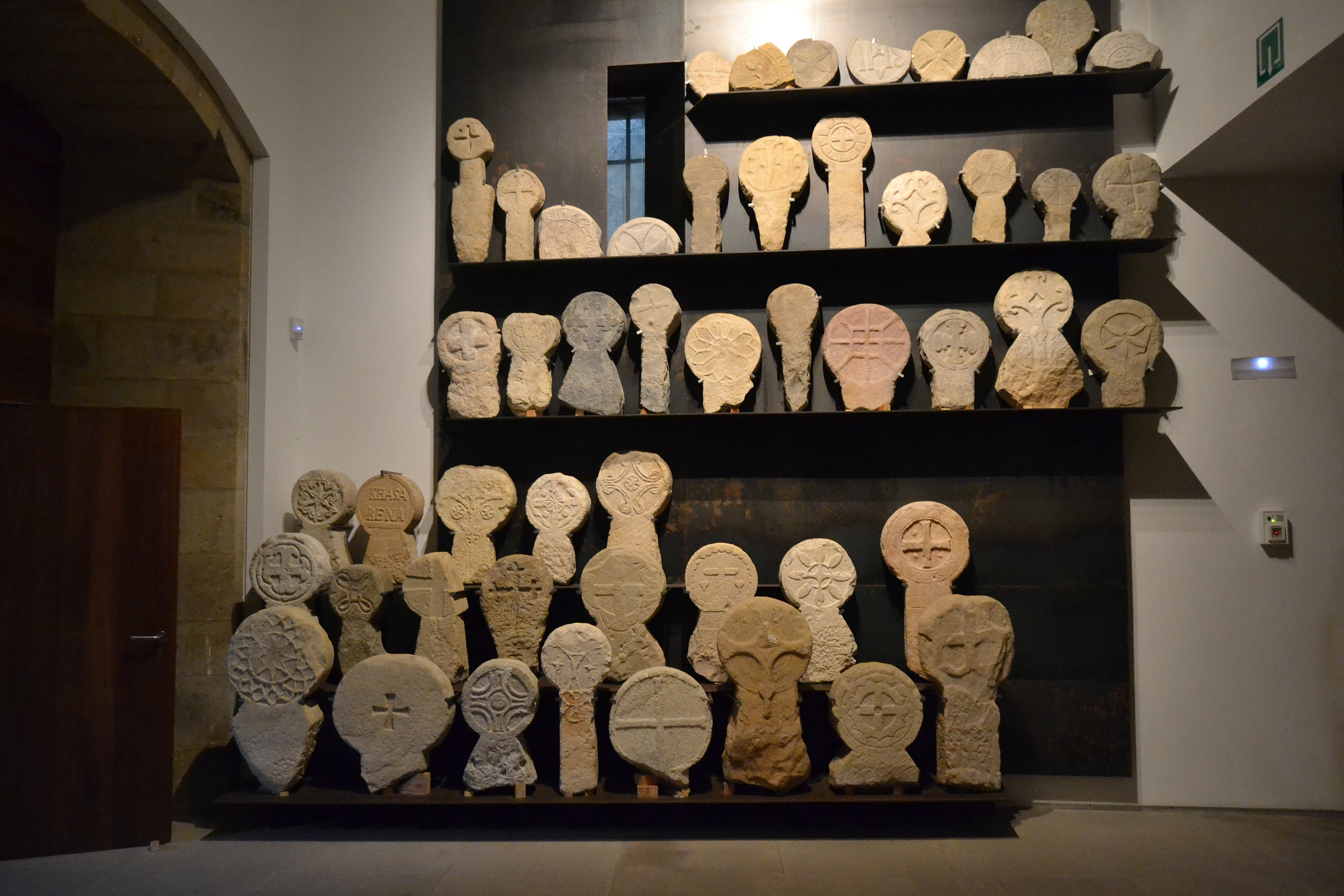
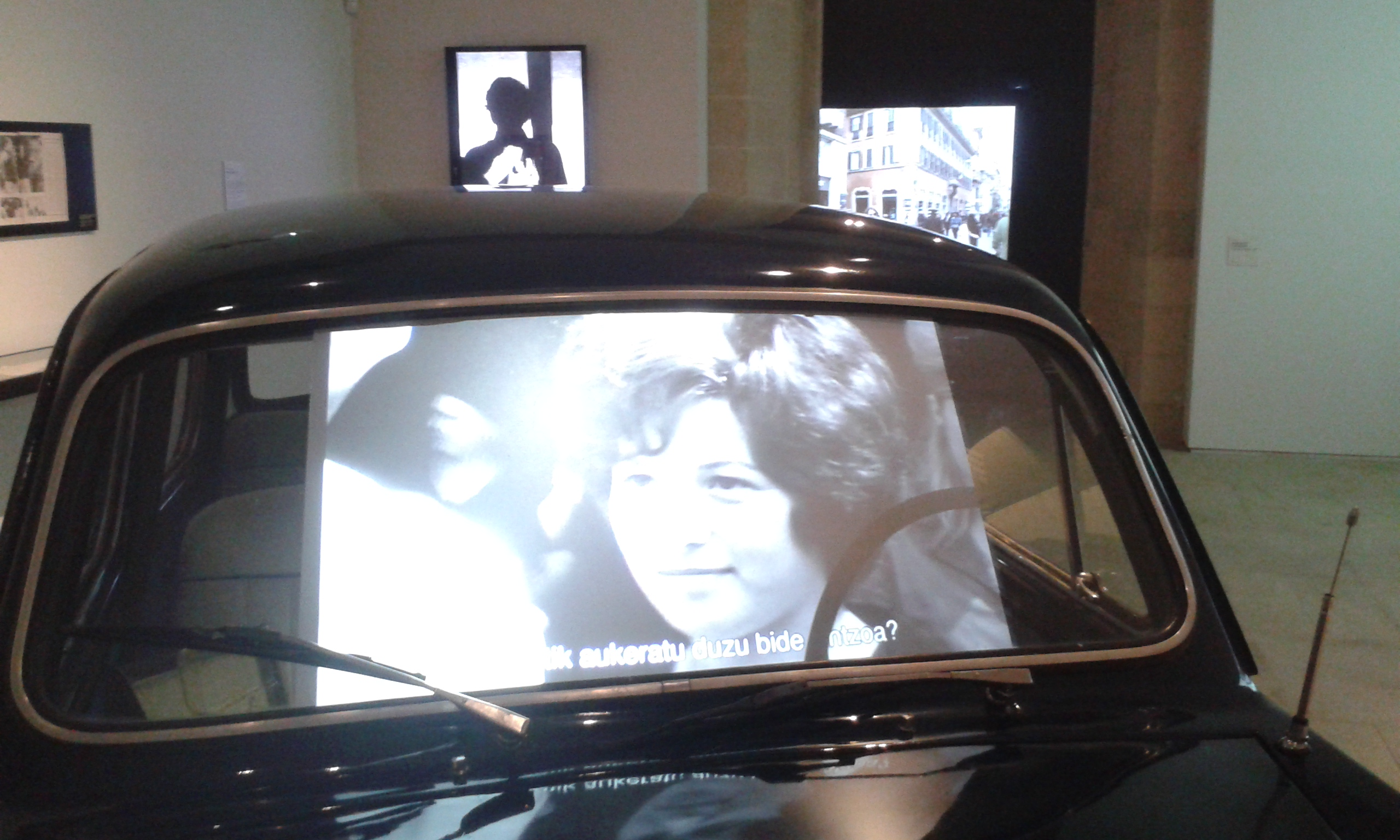
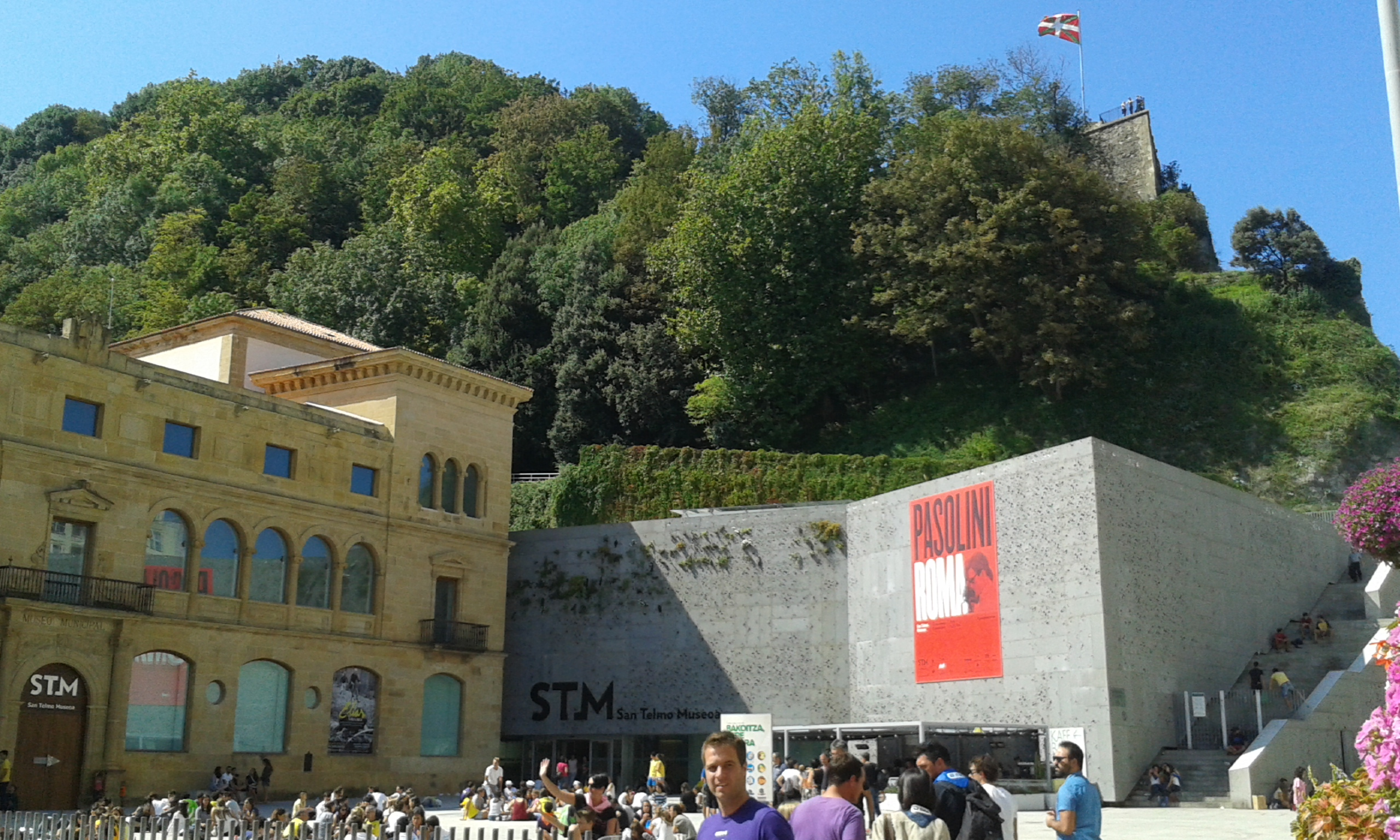
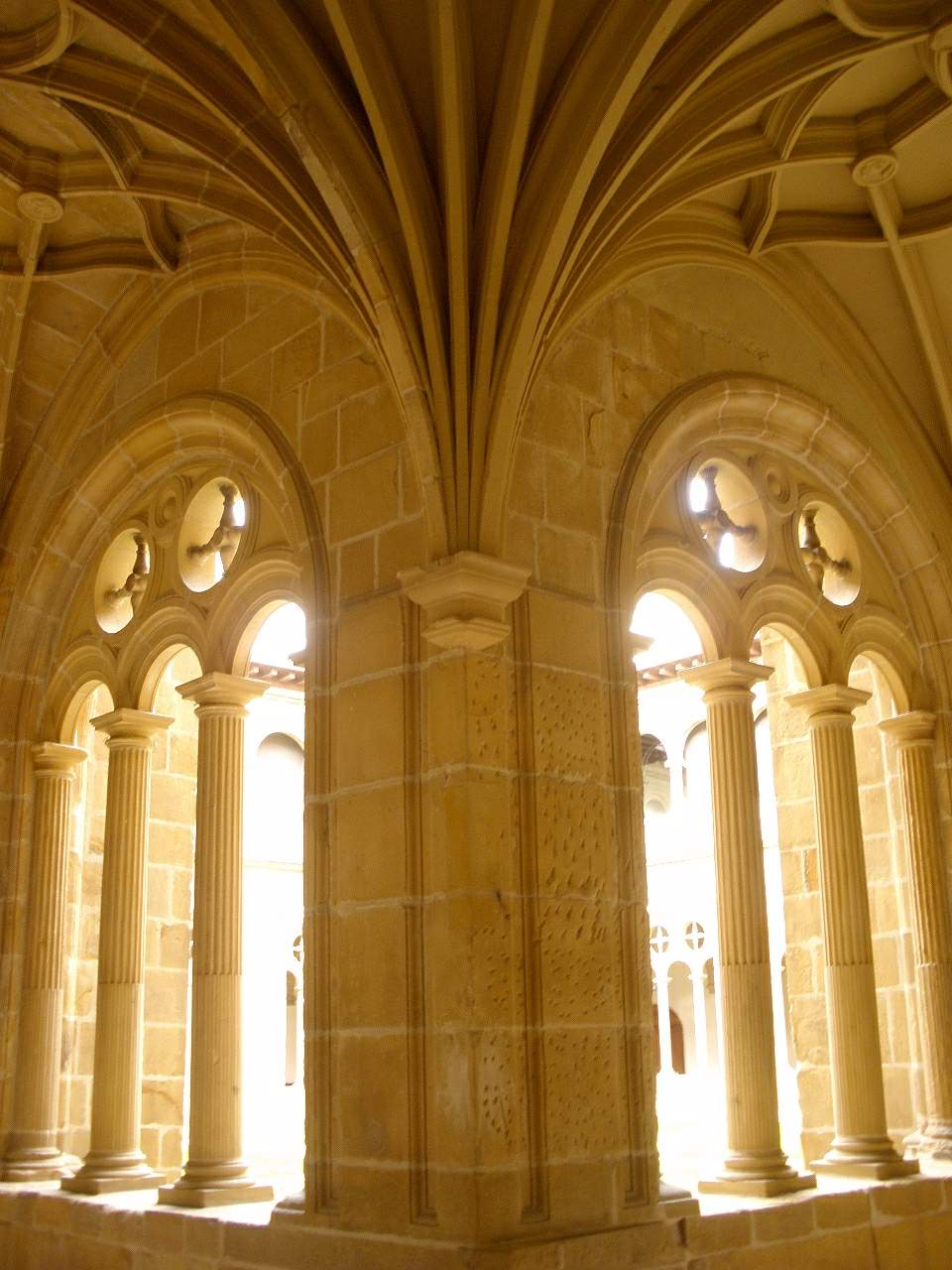
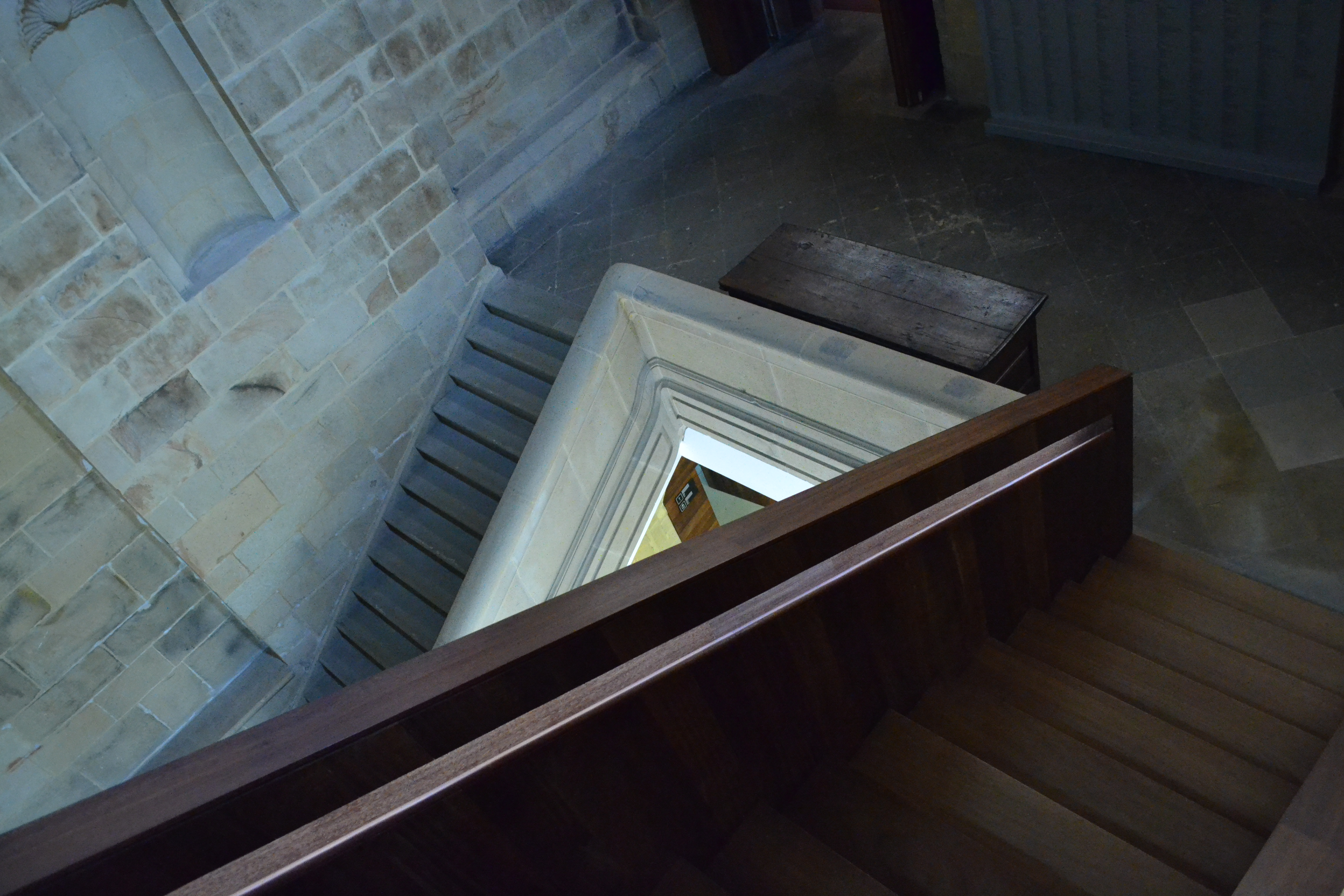
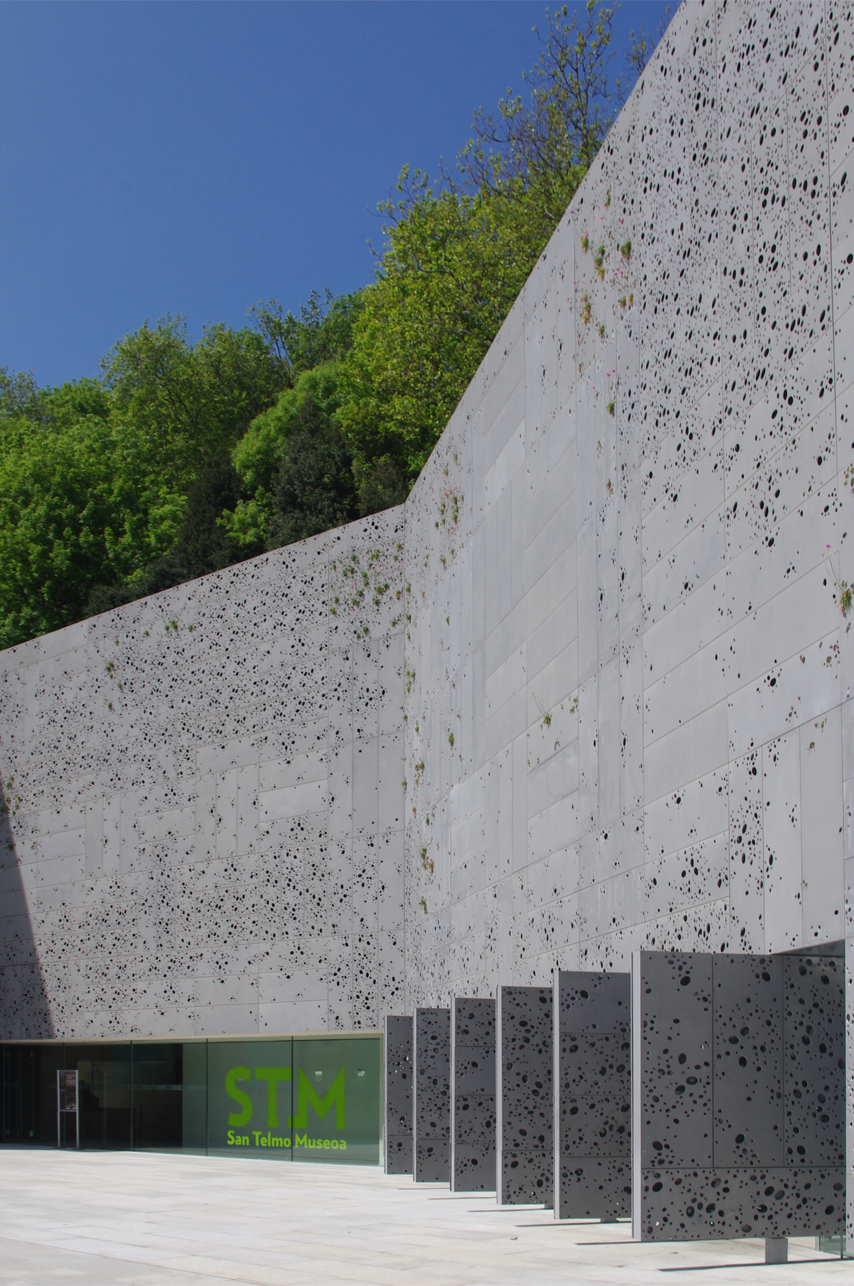
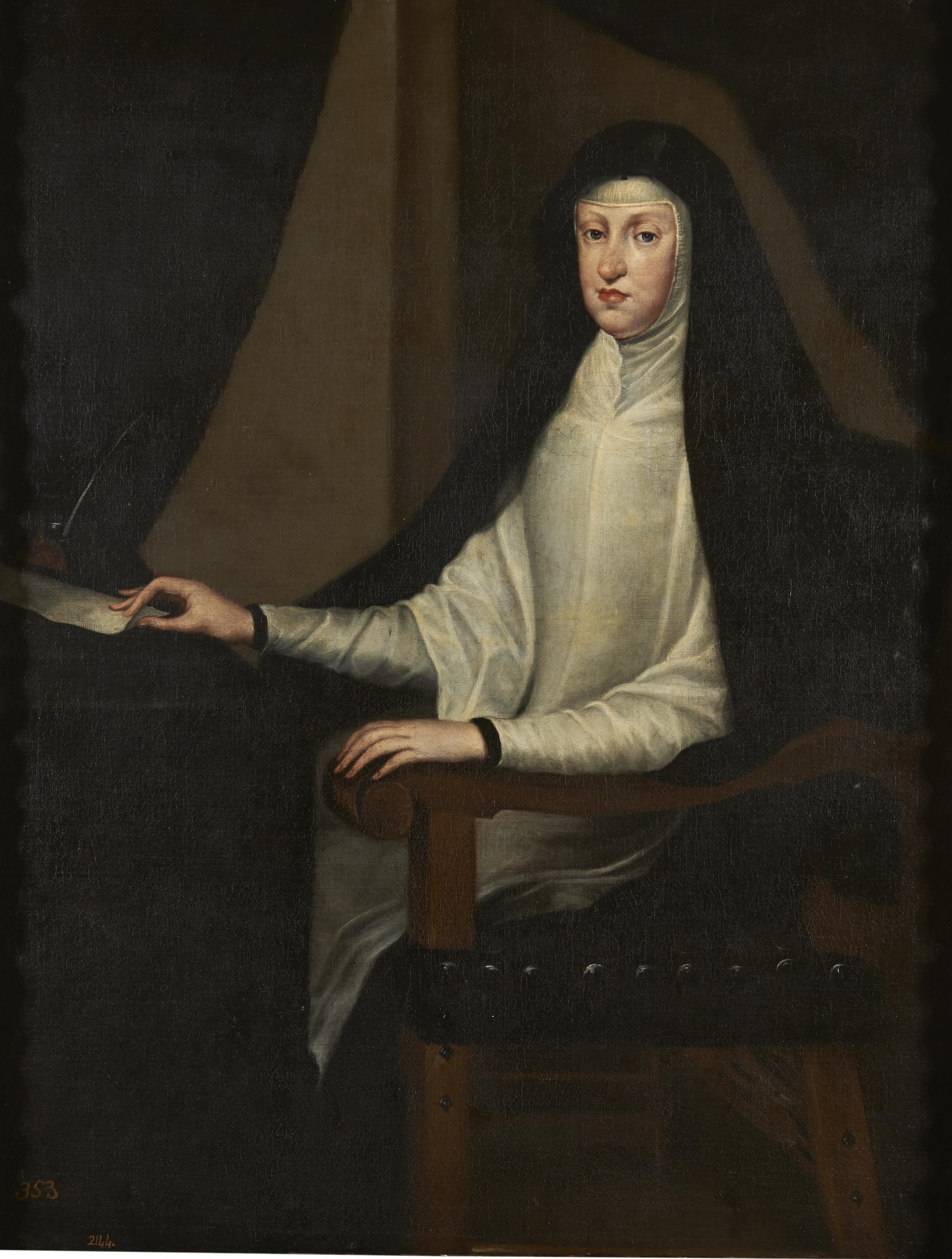
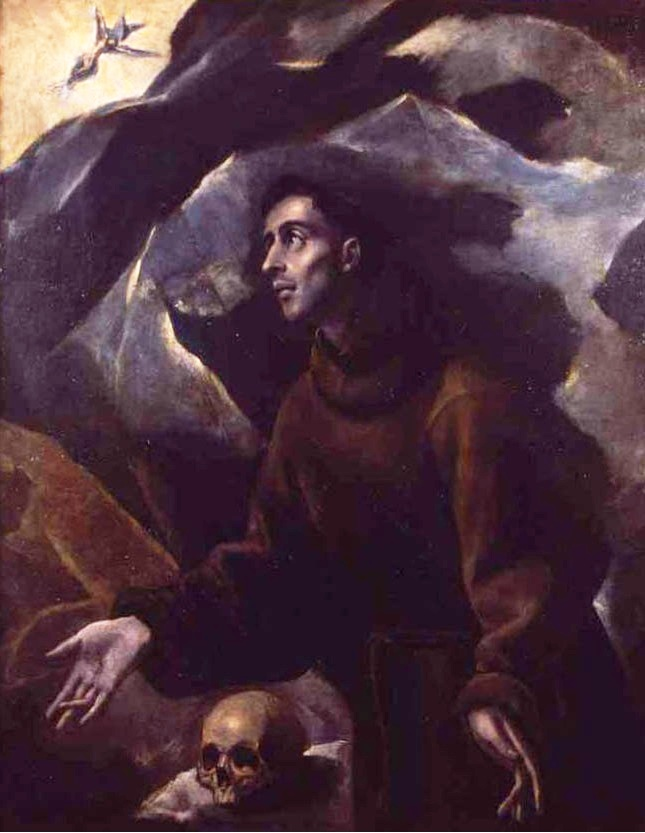
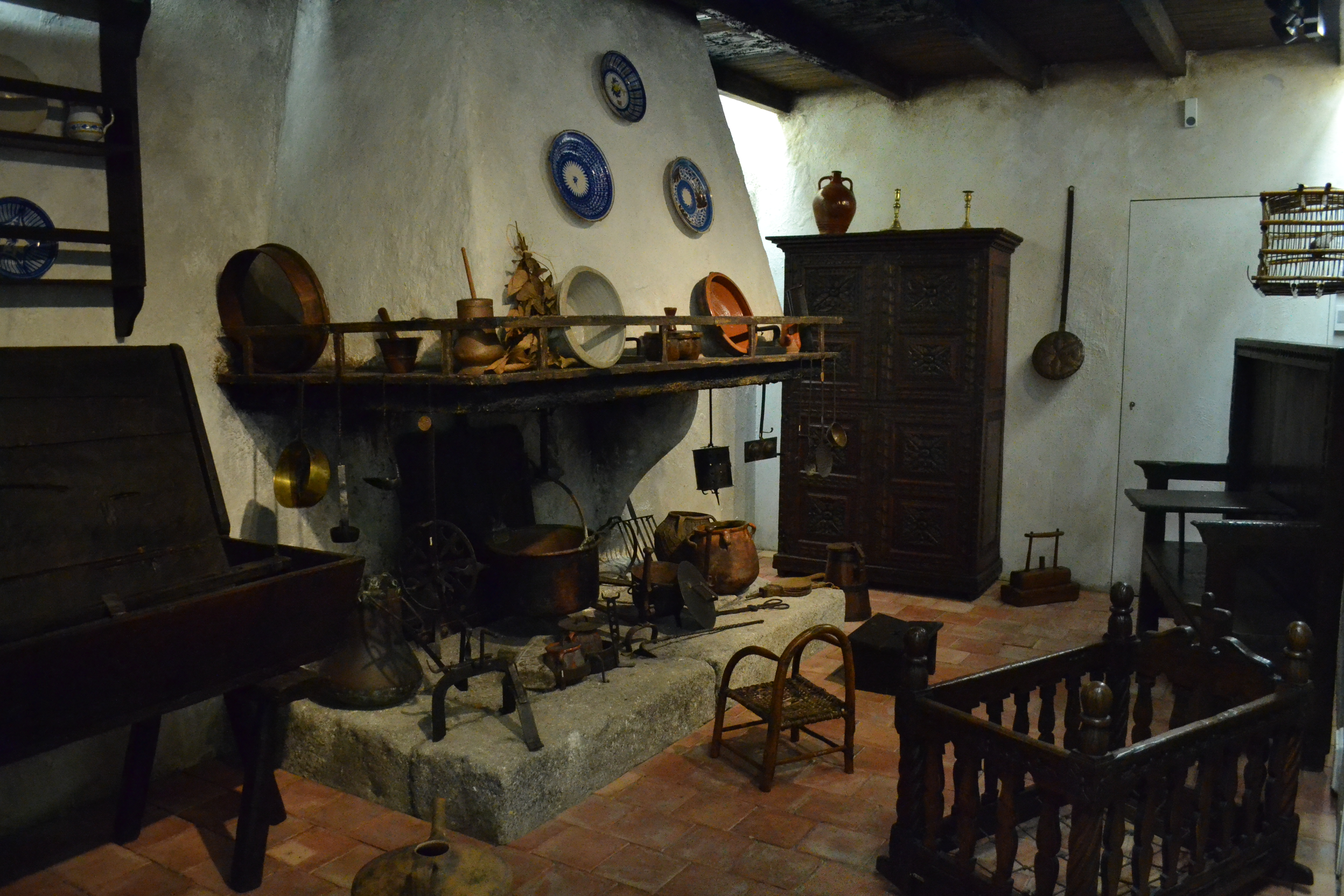
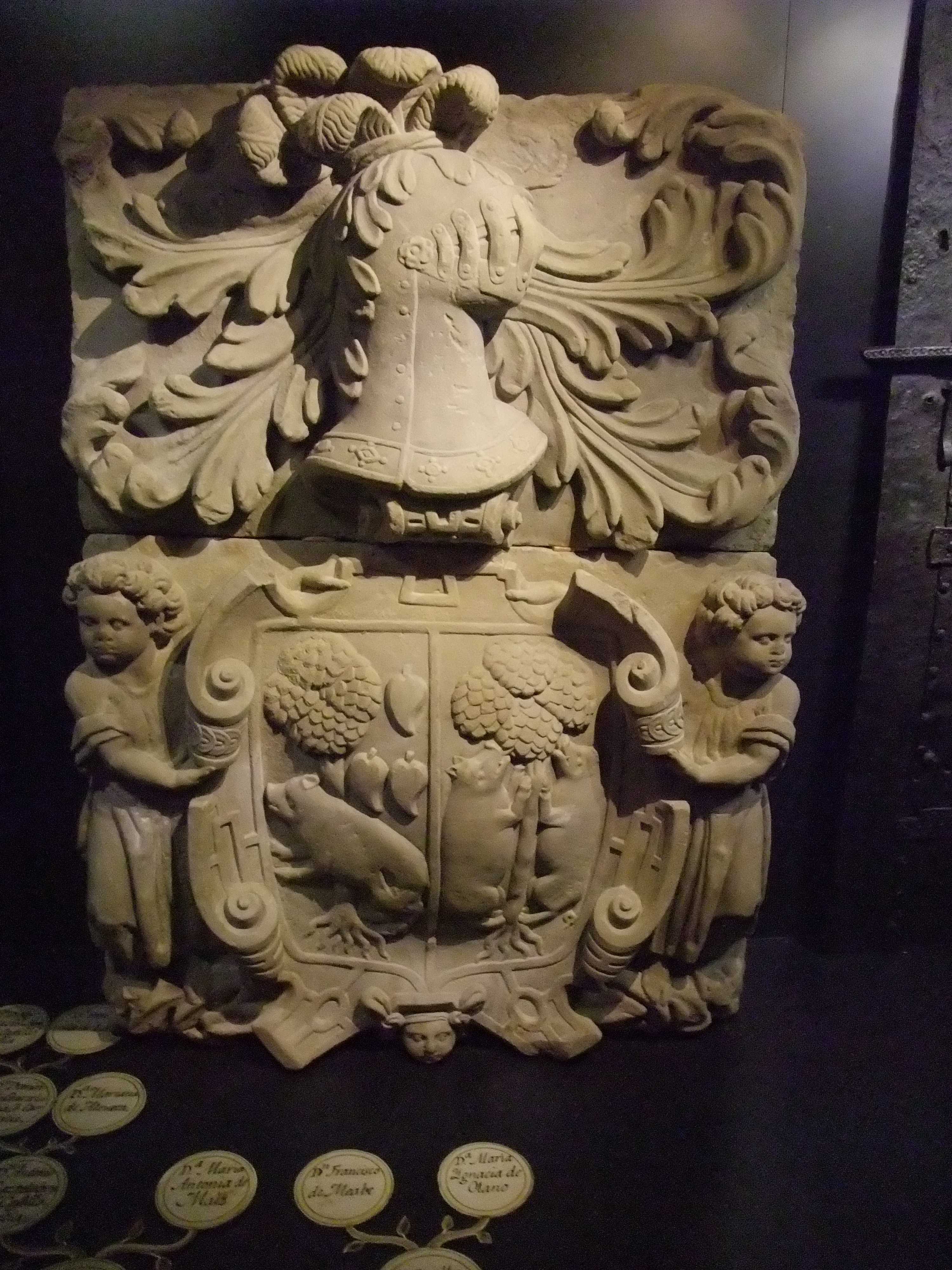
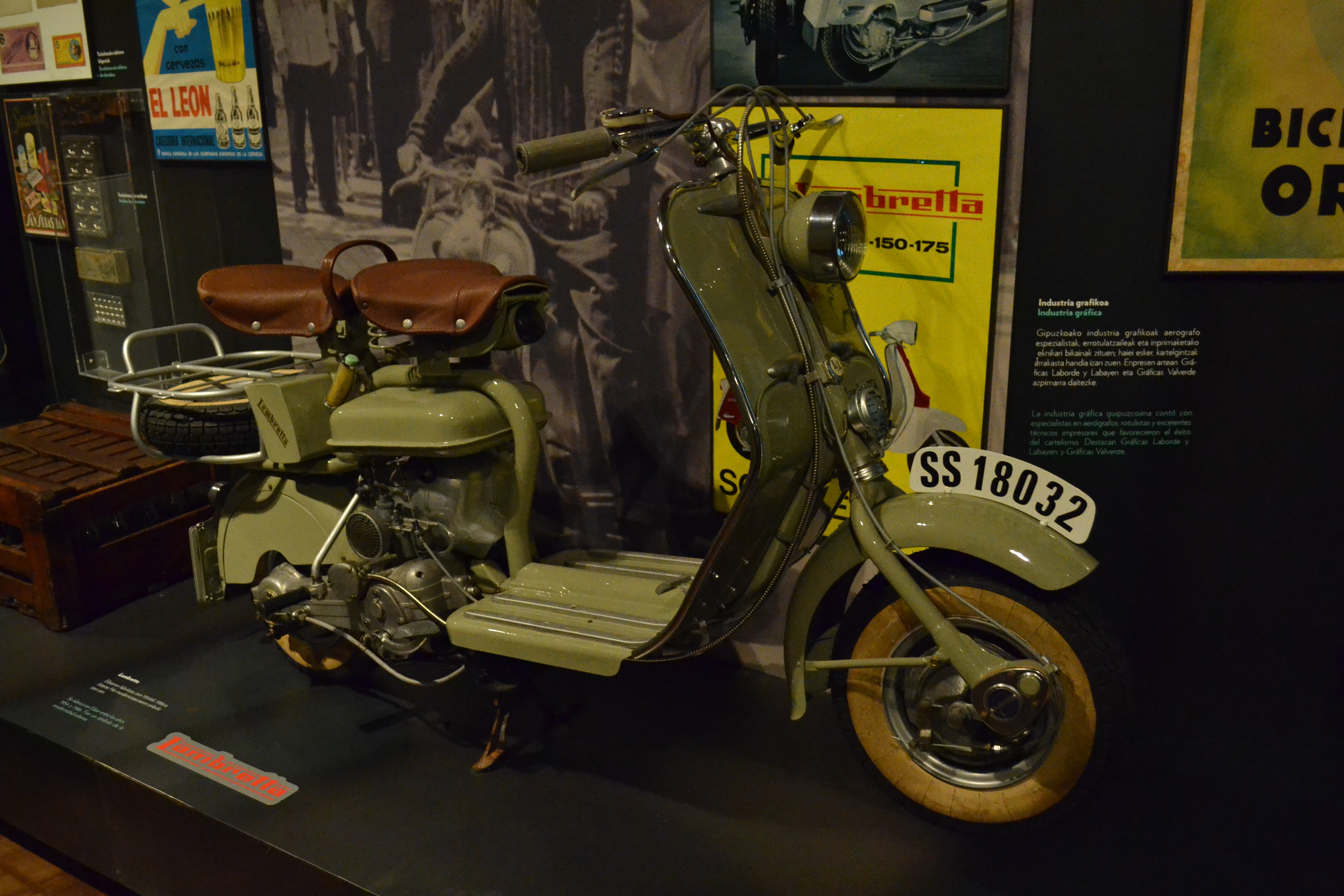
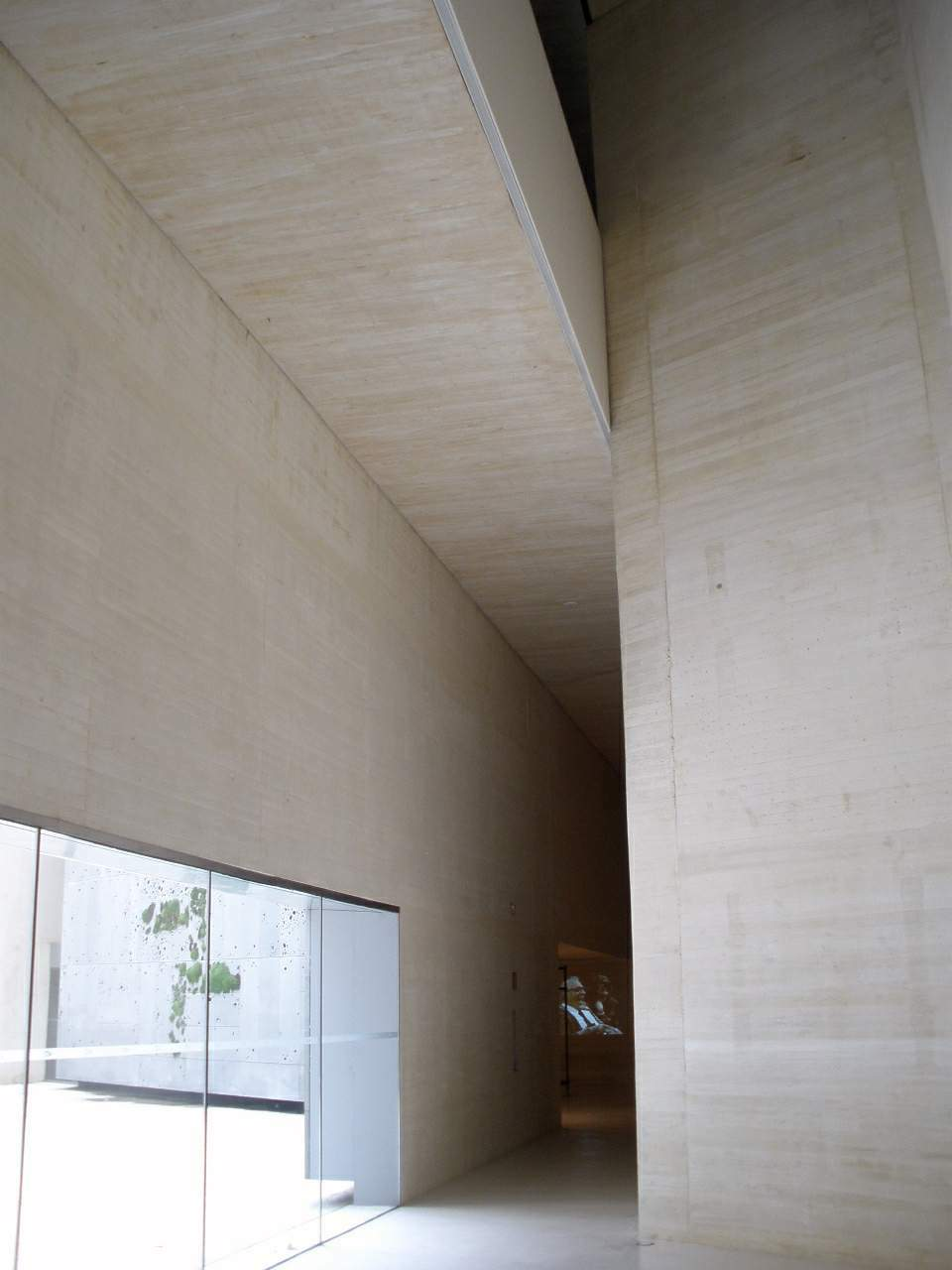
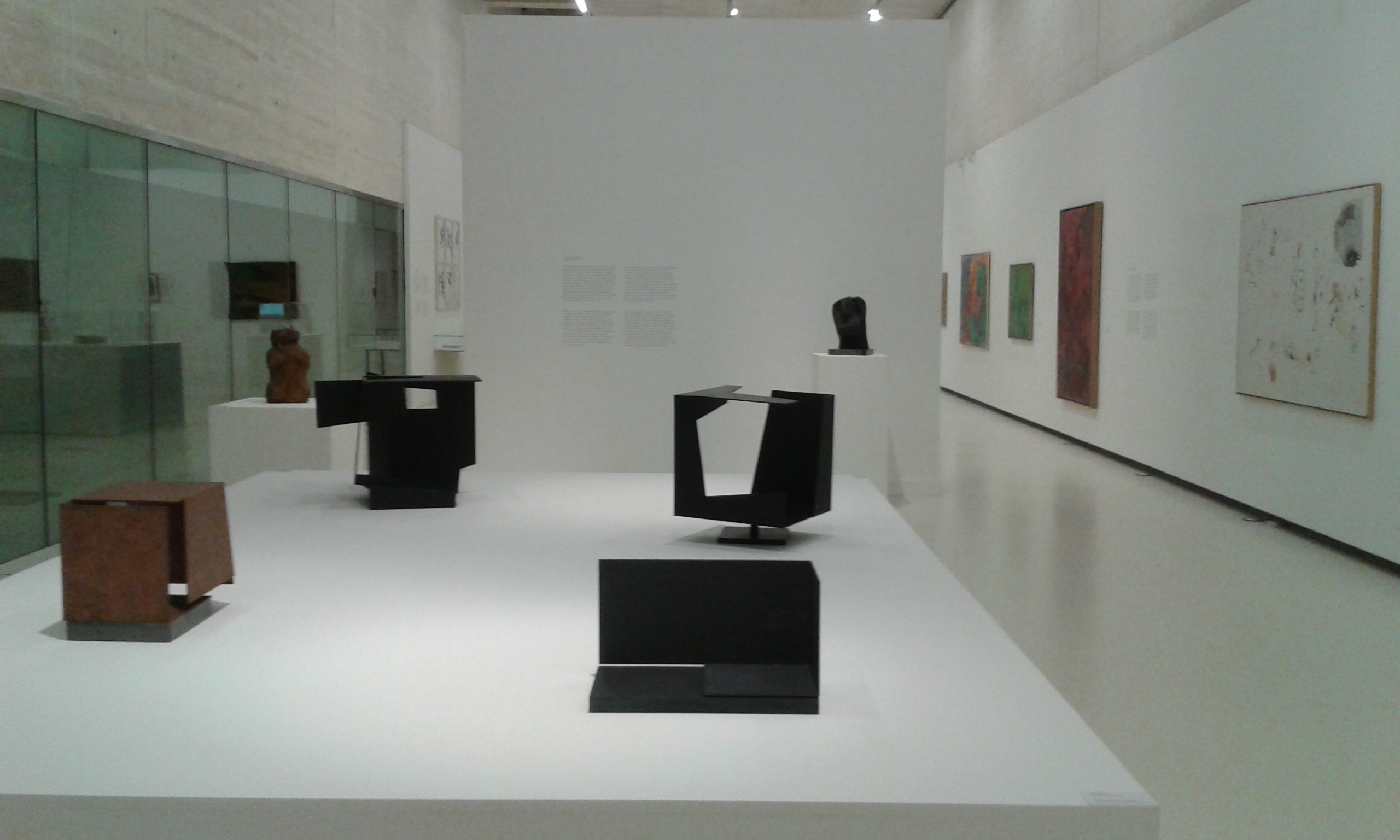
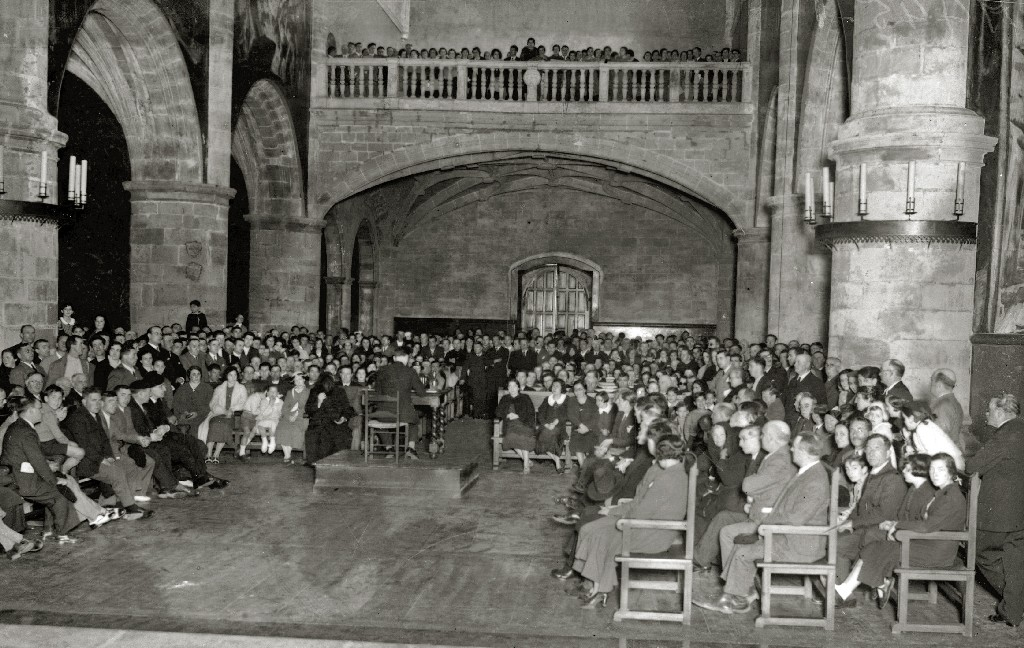
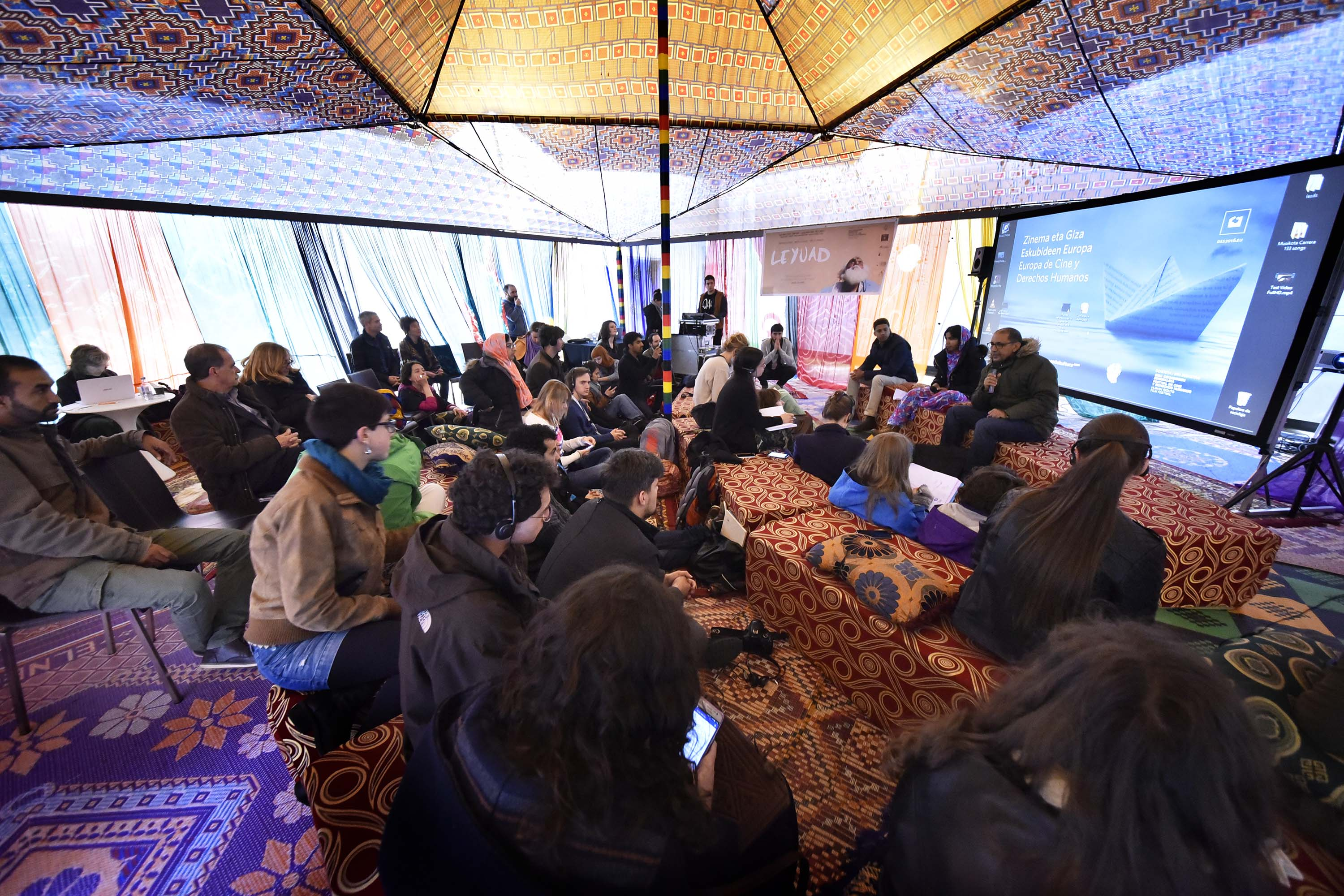